# Макарова-Мирская, Александра Ивановна
Макарова-Мирская Александра Ивановна (1872, Томск — 1936) — русская писательница. Использовала псевдонимы Гамма, Лотос, Мирская А., Сарынча.
Родилась в городе Томске в 1872 году в семье священника Иоанна Стефановича Ландышева. В 16 лет вышла замуж за священника Василия Макарова, племянника известного адмирала Макарова, и в 1890 году переехала с ним в г. Красный Яр Семипалатинской области.
Мать двенадцати детей, скончалась в 1936 году.
Похоронена на Троицком кладбище города Красноярска.

## Творчество
Автор книг «Силою веры» (1909), «Апостолы Алтая: Сборник рассказов из жизни алтайских миссионеров» (Томск, 1909; Харьков, 1914), «Алтайские легенды. Под новый год. (Из воспоминаний охотника)» (1910); «На служении Алтаю: Биографическое повествование. С 87 портретами, видами и виньетками» (1911) и др.
В Томске издана книга «Из воспоминаний о былом: Памяти о Л. Р-а» (1910). Оставила воспоминания о художнице А. И. Комаровой «Памяти хорошей женщины», опубликованные в «Томских епархиальных ведомостях» (Томск, 1915, № 22). Сотрудничала с духовными журналами, а также с журналами «Мирный труд», «Голос Самары», «Голос Томска» и др.
В 1997 в Москве вышло исправленное и дополненное издание её книги «Апостолы Алтая».